# Poor Knights Islands
Die Poor Knights Islands, in der Sprache der Māori nach der Hauptinsel Tawhiti Rahi benannt und in Deutsch mit „Arme-Ritter-Inseln“ übersetzt, sind eine Inselgruppe östlich von Northland im Norden der Nordinsel von Neuseeland. Die Inseln gehören administrativ zum Whangarei District.

## Geographie
Die Inselgruppe befindet sich rund 24 km östlich der Ostküste von Nordland und rund 45 km nordöstlich von Whangarai in den Gewässern des Pazifischen Ozeans. Die Insel verteilen sich über eine Seefläche von rund 12 km² in einer Nord-Süd-Ausrichtung und umfassen der Größe nach sortiert die Inseln:
- Tawhiti Rahi Island – 163 ha[4]
- Aorangi Island – 110 ha[4]
- Archway Island – 6,6 ha
- Aorangaia Island – 5,3 ha
- Motu Kapiti Island – 1,0 ha
- und neun verschiedene kleinere und größere Felseninseln – rd. 2,0 ha

Die Inseln erheben sich bis zu 216 m über dem Meeresspiegel.
Südwestlich von Aorangi Island liegen in einer Entfernung von 6,5 km die Inseln der High Peak Rocks und in einer Entfernung von 9 km die Felseninsel Sugarloaf Rock, die insgesamt nicht mehr zur Inselgruppe der Poor Knights Islands zählen.

## Geologie
Die Inselgruppe der Poor Knights Islands sind vulkanischen Ursprungs und bestehen aus rhyolitischen Brekzien und Tuffgesteinen, die im späten Miozän von heißen pyroklastischen Strömen, kühleren Lawinen und von Asche-Niederschlägen abgelagert wurden. In den zurückliegenden neun Millionen Jahren unterlagen die Insel stetiger Erosion. Ihre heutige Form entstand vor allem aber durch den Einfluss des Meeres während der letzten Million Jahre, als der Meeresspiegel zwischen etwa dem heutigen Niveau und 100 m tiefer schwankte und die gesamte Region langsam angehoben wurde. Klippen und Höhlen, die während des niedrigeren Meeresspiegels vor etwa 30.000–15.000 Jahren erodierten, sind unter dem heutigen Meeresspiegel erhalten geblieben und bilden ein Paradies für Taucher.

## Geschichte
Der britische Seefahrer und Entdecker Kapitän James Cook entdeckte am Weihnachtstag 1769 einige bewohnte Inseln vor der Nordostküste der neuseeländischen Nordinsel und nannte sie „The Poor Knights“, angeblich wegen der Silhouette der beiden Hauptinseln, die an liegende Ritter erinnert habe oder in Anlehnung an die von Abel Tasman „Three Kings“ benannten nördlichsten Inseln Neuseelands. Nach einer anderen Erklärung sollen die Inseln nach ihrer Form benannt worden sein, die angeblich an die Süßspeise Arme Ritter erinnert. Bis ins 19. Jahrhundert siedelten nachweislich Māori auf den Inseln. Nach einem Zwischenfall im Jahr 1908 sollen bei einem nächtlichen Massaker mit einem Stamm aus Hokianga fast alle Einwohner der Inseln umgekommen sein.

## Naturschutzgebiet
Die Inseln der Inselgruppe der Poor Knights Islands sowie der Sugarloaf Rock und die High Peak Rocks (Pinnacles) wurden 1981 unter dem Reserve Act 1977 unter Naturschutz gestellt. Im gleichen Jahr wurde die Inselgruppe Teil des zweiten Marine Reserve des Landes, das unter dem Marine Reserves Act 1971 geschützt wurde. 1998 erweiterte die Regierung des Landes das Schutzgebiet, in dem es zusätzlich eine 800 m breite Schutzzone um die Insel zog. Damit entstand ein für die Inselgruppe zusammenhängendes Schutzgebiet, das eine Größe von 24,1 km² umfasst.

## Flora und Fauna

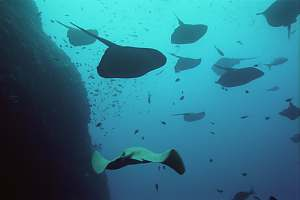
Stachelrochen bei den Poor Knights Islands

Da die Inseln als Naturreservat unter Schutz stehen, dürfen sie ohne Sondergenehmigung nicht betreten werden. Auch der Fischfang ist bis zu einer Entfernung von einer Seemeile verboten. Gleichwohl gehören die Inseln zu den beliebtesten Tauchgebieten Neuseelands und werden von Tutukaka aus von Tauch-Touristen besucht.

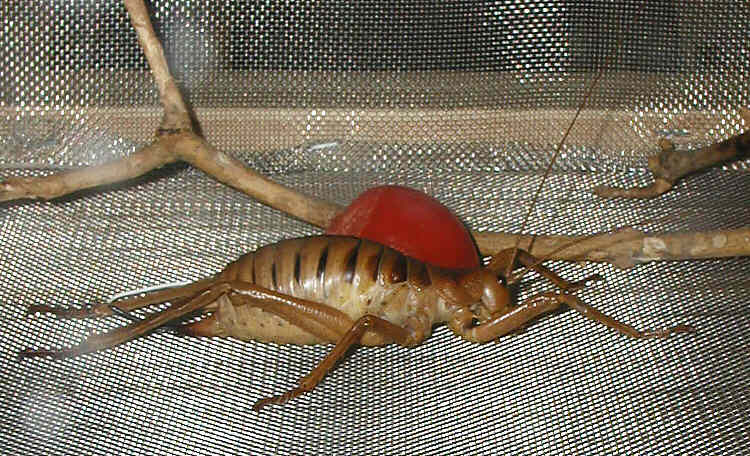
Riesen-Weta

Bemerkenswert ist die bei den Inseln jährlich im März stattfindende Paarung Tausender Pazifischer Kurzschwanz-Stachelrochen (Dasyatis brevicaudata). Auf den Inseln existieren einige spektakuläre Tier- und Pflanzenarten, darunter eines der größten lebenden Insekten, die hier endemische „Poor Knights Weta“ oder „Riesen-Weta“ (Deinacrida fallai), die urzeitliche Brückenechse oder Tuatara und das 1924 entdeckte Tagliliengewächs Xeronema callistemon.